# Copa Mapinduzi
La Copa Mapinduzi es el máximo torneo eliminatorio del fútbol en Zanzíbar. Fue creado en 1998, participando además de los clubes de Zanzíbar, clubes de Tanzania, y desde 2013 clubes de Kenia y Uganda.

## Campeones
| Temporada | Campeón                  | Resultado      | Finalista                |
| --------- | ------------------------ | -------------- | ------------------------ |
| 1998      | Jamhuri Pemba            | 2-1            | Shangani SC              |
| 2001      | Polisi SC                |                |                          |
| 2002      | KMKM                     |                |                          |
| 2004      | Young Africans SC        | 2-1            | Mtibwa Sugar             |
| 2005      | Mafunzo FC               | 2-0            | JKU SC                   |
| 2006      | No disputada             | No disputada   | No disputada             |
| 2007      | Malindi SC               | 2-0            | Miembeni SC              |
| 2008      | Miembeni SC              | 2-1            | Polisi SC                |
| 2009      | No disputada             | No disputada   | No disputada             |
| 2010      | Mtibwa Sugar             | 1-0            | Ocean View FC            |
| 2011      | Simba SC                 | 2-0            | Young Africans SC        |
| 2012      | Azam FC                  | 3-1            | Jamhuri Pemba            |
| 2013      | Azam FC                  | 2-1            | Tusker FC                |
| 2014      | Kampala City Council     | 1-0            | Simba SC                 |
| 2015      | Simba SC                 | 0-0 (4-3 pen.) | Mtibwa Sugar             |
| 2016      | Uganda Revenue Authority | 3-1            | Mtibwa Sugar             |
| 2017      | Azam FC                  | 1-0            | Simba SC                 |
| 2018      | Azam FC                  | 0-0 (4-3 pen.) | Uganda Revenue Authority |
| 2019      | Azam FC                  | 2-1            | Simba SC                 |
| 2020      | Mtibwa Sugar             | 1-0            | Simba SC                 |
| 2021      | Young Africans           | 0–0 (4–3 pen.) | Simba SC                 |
| 2022      | Simba SC                 | 1-0            | Azam FC                  |
| 2023      | Mlandege FC              | 2-1            | Singida Big Stars        |
| 2024      | Mlandege FC              | 1-0            | Simba SC                 |

## Títulos por club
| Club                     | Campeón | Años campeón                 |
| ------------------------ | ------- | ---------------------------- |
| Azam FC                  | 5       | 2012, 2013, 2017, 2018, 2019 |
| Simba SC                 | 3       | 2011, 2015, 2022             |
| Mtibwa Sugar             | 2       | 2010, 2020                   |
| Young Africans SC        | 2       | 2004, 2021                   |
| Mlandege FC              | 2       | 2023, 2024                   |
| Mafunzo FC               | 1       | 2005                         |
| Malindi SC               | 1       | 2007                         |
| Miembeni SC              | 1       | 2008                         |
| Kampala City Council     | 1       | 2014                         |
| Uganda Revenue Authority | 1       | 2016                         |